# Lovro Šturm
Lovro Šturm (19. května 1938, Lublaň – 2. prosince 2021) byl slovinský politik a právník.

## Životopis
Šturm po dokončení Klasického gymnázia v Lublani nastoupil na Právnickou fakultu Univerzity v Lublani, kterou dokončil v roce 1961. Následně působil na Institutu veřejné správy při Právnické fakultě. V roce 1966 obdržel doktorát na lublaňské Právnické fakultě, na níž v roce 1971 začal vyučovat.
V letech 1972 až 1985 byl vedoucím Institutu veřejné správy. V roce 1986 obdržel profesuru. Krátce byl vedoucím Institutu lidských práv. V letech 1985 až 1990 byl vedoucím katedry správně-právních věd na lublaňských právech. Ve svém oboru také realizoval rozličné výzkumné záměry.
Za prvních svobodných voleb v roce 1990 byl členem státní volební komise. 30. října 1990 se stal soudcem Ústavního soudu Republiky Slovinsko. Jako soudce Ústavního soudu působil také po osamostatnění Slovinska až do roku 1998. Od 25. dubna 1997 do skončení mandátu soudce byl také předsedou Ústavního soudu. V roce 2000 byl krátce ministrem školství a sportu v Bajukově vládě a v letech 2005 až 2008 ministrem spravedlnosti v Janšově vládě.